# Рузаевская республика
«Руза́евская республика» — период в истории политической жизни Рузаевки с 10 по 21 декабря 1905 года, когда в поселении была провозглашена диктатура пролетариата.

## Предпосылки
На рубеже XIX—XX веков Рузаевка стала монополистическим объединением рабочего класса. Всё взрослое население посёлка крупного железнодорожного узла с паровозным депо и другими службами трудилось на железной дороге. В то же время простым железнодорожникам жилось очень тяжело: длинный рабочий день, низкие оклады, сверхурочные работы. У населения отсутствовали нормальные жилищные условия[стиль], в частности, например, отсутствовала больница в посёлке, из-за
чего лечиться приходилось ездить за 70 вёрст на станцию Арапово (ныне Ковылкино). Данное
положение вызвало в народных массах недовольства.

## Развитие событий
В 1903 году в Рузаевке появились первые
революционные кружки. Особенно активно в их работу включились рабочие депо и телеграфисты.
В феврале 1905 года, под влиянием событий Кровавого воскресенья, телеграфисты предъявили
руководству Московско-Казанской железной дороги требования своего рабочего дня. В ответ
хозяева дороги потребовали прекратить забастовку, угрожая отправлением забастовщиков на русско-японский фронт. Стачка не прекратилась, её продолжили около 300 работников депо.
Рузаевский узел имел большое значение. Через станцию шли воинские эшелоны на Дальний Восток. Из-за забастовки тормозились передвижение войск и перевозка военных материалов.
Рабочие угрожали окончательно прекратить движение поездов и разгромить станцию. В дело включилось правительство. Под нажимом полуроты 309-го Елецкого полка рабочие были вынуждены вернуться к работе. Эта стачка рабочих стала первой в истории рабочего движения Рузаевки.
10 декабря, под влиянием Декабрьского вооруженного восстания в Москве,
началась очередная забастовка на станции. Рабочие создали забастовочный комитет во главе с машинистом Афанасием Петровичем Байкузовым и боевую дружину (150 человек). По решению комитета через Рузаевку
пропускались только воинские, продовольственные и санитарные поезда. Были установлены твёрдые цены,
выпускались свои денежные знаки.
13 декабря был арестован Распорядительный комитет на станции Сасово. После этого Рузаевский забастовочный комитет возглавил стачечное движение на всей Московско-Казанской железной дороге. На собрании была назначена новая администрация, в состав которой вошли начальник девятой (Рузаевской) дистанции пути Непенин, начальник службы тяги Байкузов, руководитель службой пути Моллинари и начальник телеграфа Громов.
Таким образом, вся забастовка на Московско-Казанской железной дороге концентрировалась в Рузаевке.
21 декабря 1905 года (3 января 1906 года), после подавления восстания в Москве, в обстановке начавшихся
репрессий, состоялся последний митинг бастовавших. Итог стачке подвёл Байкузов:
Двенадцать дней держались мы против всего аппарата царской власти!
От имени Центрального стачечного комитета спасибо вам, товарищи, за вашу революционную стойкость!
Забастовка была завершена волей рабочих из-за бессмысленности дальнейшего сопротивления. Движение поездов через станцию возобновилось.

## Итог забастовки
Множество рабочих после стачки было арестовано, 16 человек приговорены к тюремному заключению и высылке. А. П. Байкузову
удалось бежать.
Во время Первой русской революции Рузаевка стала одним из крупных центров
революционного движения. Революционный настрой железнодорожников послужил основой для создания в июне 1906 года в Рузаевке первой на территории Мордовии большевистской организации.

## Память

#### В литературе
Памяти событиям революционных выступлений трудящихся в 1905 году посвящены книги М. Т. Петрова «Ухтомский», «Великие месяцы», С. Н. Зархия «Президент „Рузаевской республики“», Ф. К. Андрианова «Зарево над Рузаевкой».

#### В искусстве
Тема революционного прошлого Рузаевки широко представлена в живописных полотнах заслуженного художника РФ И. И. Сидельникова.

#### Памятники
В городском парке Рузаевки были воздвигнуты бюсты героям-революционерам А. П. Байкузову и А. В. Ухтомскому. На зданиях железнодорожной кузницы, вокзала и локомотивного депо установлены мемориальные доски.